# آدام توماس
آدام گوردون توماس (متولد ۱۱ اوت ۱۹۸۸) بازیگر اهل انگلستان است که برای بازی در نقش دونته چارلز در سریال جادهٔ واترلو که از شبکه بی‌بی‌سی درام پخش می‌شد و نقش آدام بارتون در سریال امردیل که از شبکهٔ ITV پخش می‌شود شناخته شده‌است.

## آغاز فعالیت حرفه‌ای
او زادهٔ شهر منچستر در انگلستان است و کار حرفه‌ای خود را در سال ۲۰۰۲ با حضور در شبکهٔ بی‌بی‌سی آغاز کرد و در سال ۲۰۰۶ با بازی در سریال جادهٔ واترلو که محصول شبکهٔ بی‌بی‌سی درام بود در نقش دونته چارلز بازی کرد.
در ۲۱ می ۲۰۰۹ طی قراردادی با شبکهٔ ITV در سریال امردیل در نقش آدام بارتون ایفای نقش کرد که پخش این سریال تاکنون ادامه دارد و در حال پخش است.